# 神宮 (名古屋市)
神宮（じんぐう）は、愛知県名古屋市熱田区の町名。現行行政地名は神宮一丁目から神宮四丁目。住居表示実施済み。

## 地理
名古屋市熱田区南東部に位置し、東は三本松町・花表町・瑞穂区桃園町、西は白鳥二〜三丁目・旗屋町、南は伝馬一〜二丁目、北は森後町に接する。
一丁目は全域が熱田神宮の境内である。熱田駅に近い三丁目には、熱田区役所をはじめとする市の公共施設が所在する。

### 河川
- 新堀川

## 歴史

### 町名の由来
当地が熱田神宮のお膝元であり、今後も神宮と共に発展していくようにとの願いから付けたものである。

### 沿革
- 1981年（昭和56年）9月20日 - 以下の通り、熱田新宮坂町の全域および熱田東町・市場町・白鳥町・新宮坂町・伝馬町・中瀬町・旗屋町・森後町の各一部より神宮一～四丁目が成立[3]。
  - 一丁目 - 熱田東町・市場町・白鳥町・新宮坂町・中瀬町・旗屋町・森後町の各一部
  - 二丁目 - 市場町・新宮坂町・伝馬町・中瀬町の各一部
  - 三丁目 - 熱田東町・新宮坂町・森後町の各一部
  - 四丁目 - 熱田新宮坂町の全域および熱田東町・新宮坂町・伝馬町の各一部

## 世帯数と人口
2018年（平成30年）12月1日現在の世帯数と人口は以下の通りである。
| 丁目               | 世帯数  | 人口  |
| ------------------ | ------- | ----- |
| 神宮一丁目・二丁目 | 162世帯 | 306人 |
| 神宮三丁目         | 176世帯 | 288人 |
| 神宮四丁目         | 237世帯 | 298人 |
| 計                 | 575世帯 | 892人 |

### 人口の変遷
国勢調査による人口の推移
| 1995年（平成7年）  | 1,002人 | [ WEB 5 ] |  |
| 2000年（平成12年） | 837人   | [ WEB 6 ] |  |
| 2005年（平成17年） | 844人   | [ WEB 7 ] |  |
| 2010年（平成22年） | 830人   | [ WEB 8 ] |  |
| 2015年（平成27年） | 980人   | [ WEB 9 ] |  |

## 学区
市立小・中学校に通う場合、学校等は以下の通りとなる。また、公立高等学校に通う場合の学区は以下の通りとなる。
| 丁目       | 番・番地等 | 小学校               | 中学校             | 高等学校 |
| ---------- | ---------- | -------------------- | ------------------ | -------- |
| 神宮一丁目 | 全域       | 名古屋市立白鳥小学校 | 名古屋市立宮中学校 | 尾張学区 |
| 神宮二丁目 | 全域       | 名古屋市立白鳥小学校 | 名古屋市立宮中学校 | 尾張学区 |
| 神宮三丁目 | 全域       | 名古屋市立白鳥小学校 | 名古屋市立宮中学校 | 尾張学区 |
| 神宮四丁目 | 全域       | 名古屋市立白鳥小学校 | 名古屋市立宮中学校 | 尾張学区 |

## 施設

### 神宮一丁目
- 熱田神宮
  - 熱田神宮会館
  - 熱田神宮宝物館
  - 熱田神宮學院
  - 境内社については熱田神宮#別宮・摂末社を参照。

### 神宮二丁目

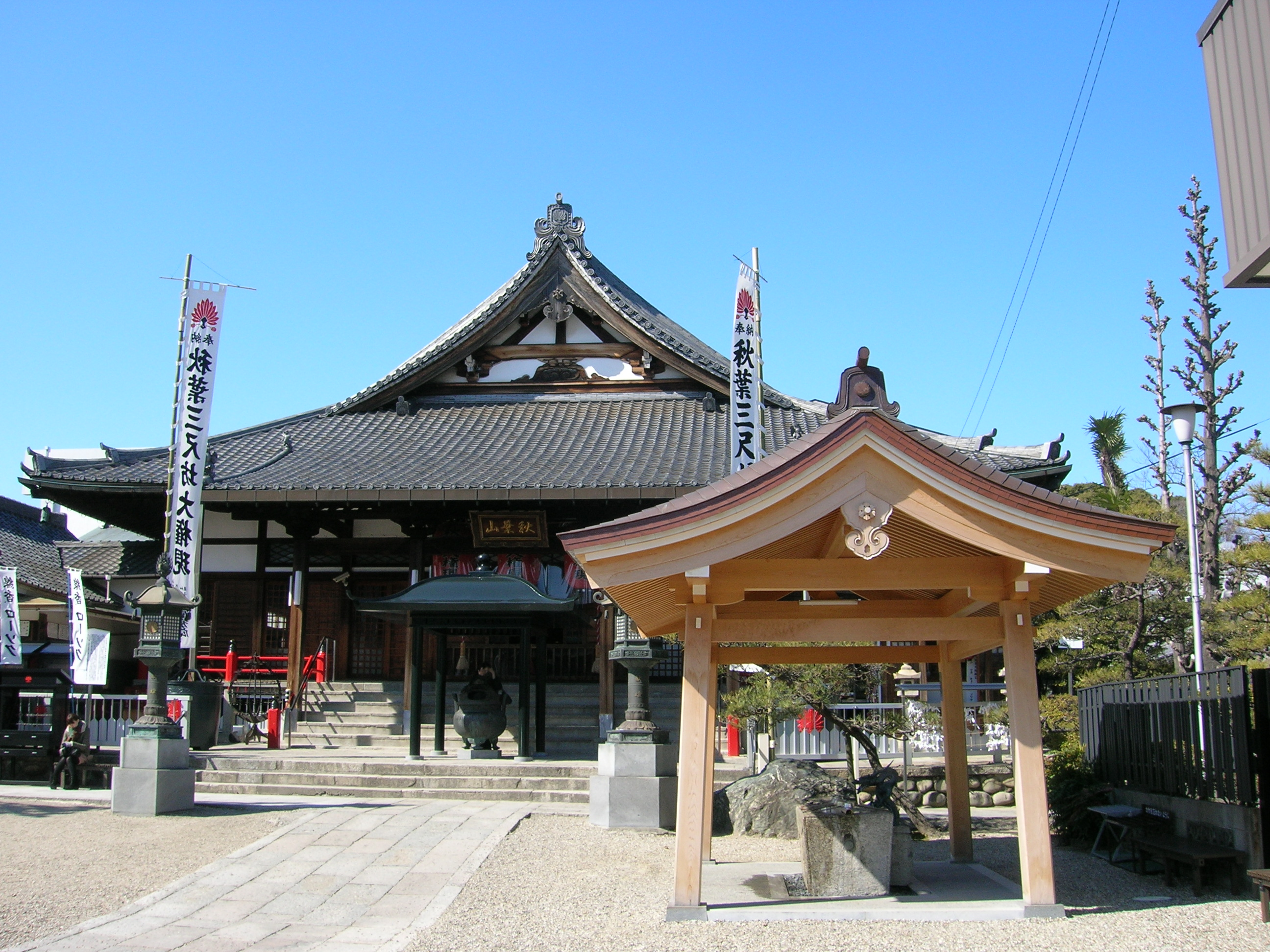
円通寺
- 蔵福寺
- 海国寺
- 栄立寺
- 喜見寺

- 円通寺

### 神宮三丁目
- 熱田区役所等複合施設（あったかプラザ）
  - 熱田区役所
  - 熱田保健センター
  - 名古屋市熱田図書館
  - 名古屋市熱田文化小劇場
- 名古屋市教育センター
- 神宮前商店街
- あつたnagAya（パレマルシェ神宮跡地に開業）
- きよめ餅総本家

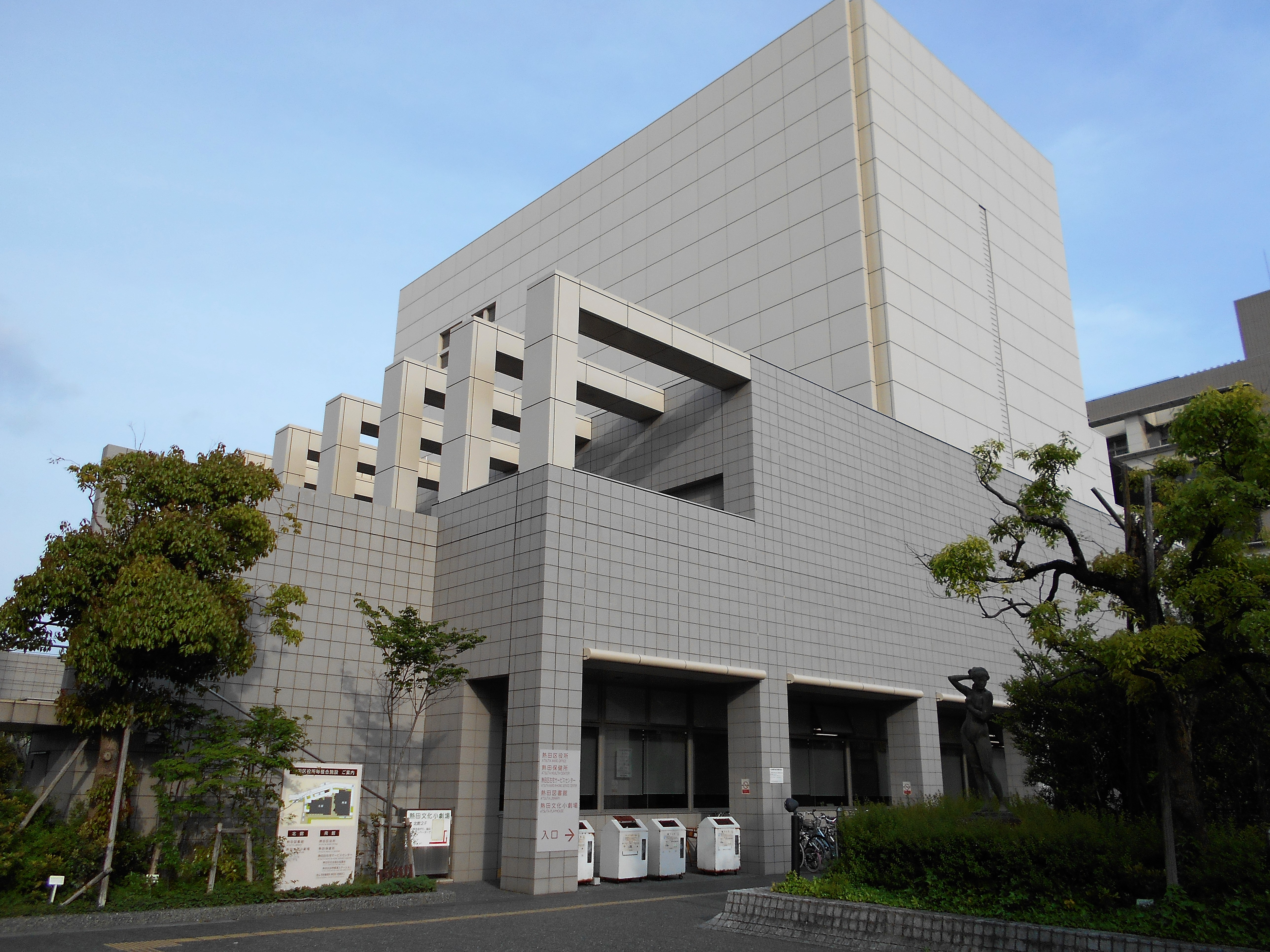
熱田区役所等複合施設

### 神宮四丁目

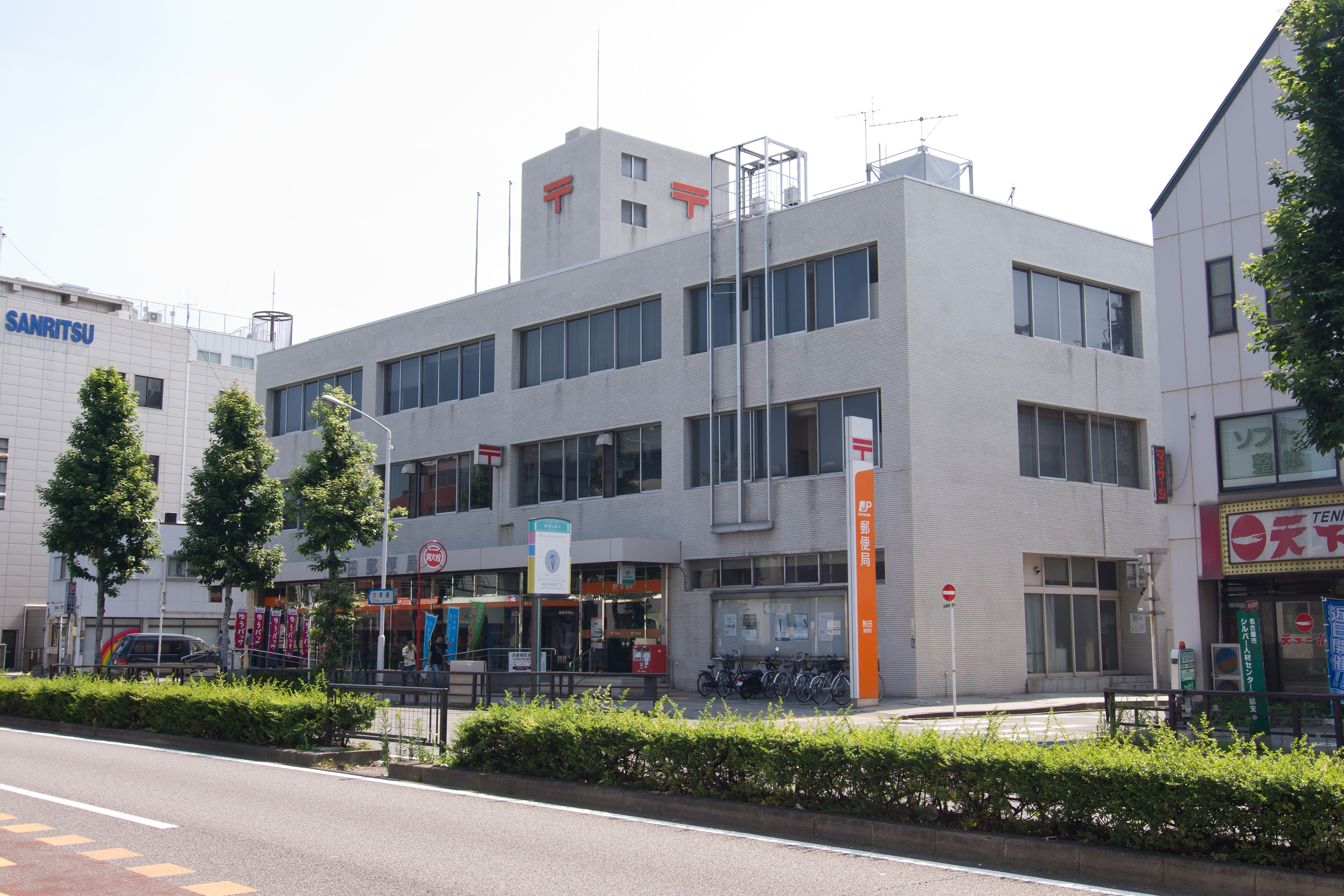
名古屋市上下水道局熱田ポンプ所
- 熱田郵便局
- 名古屋工学院専門学校
- BOOKOFF PLUS熱田国道1号店
- 名古屋法務局熱田出張所

- 熱田郵便局

## 交通

### 鉄道
- 名古屋市営地下鉄名城線 熱田神宮伝馬町駅・熱田神宮西駅

その他、JR東海道本線 熱田駅（森後町所在）、名鉄名古屋本線・常滑線 神宮前駅（三本松町所在）が当地に隣接して存在する。

### 道路
- 国道1号
- 国道19号・国道22号（伏見通）
- 愛知県道224号熱田停車場線
- 愛知県道226号熱田停車場伝馬線（大津通）
- 山手グリーンロード - 県道226号と接続する神宮前北交差点が始点だが、すぐ東側にあったJR線・名鉄線の踏切が2012年に廃止されたため、自動車での通り抜けはできない（代わりに歩道橋が設置されている）。

## その他

### 日本郵便
- 郵便番号 : 456-0031[WEB 2]（集配局：熱田郵便局[WEB 12]）。